# Alexandru Averescu
Alexandru Averescu (ur. 9 marca 1859 w Izmaile, zm. 2 października 1938 w Bukareszcie) – rumuński wojskowy i polityk, mareșal. Premier w latach 1920–1921 i 1926–1927.
Otrzymał Order Orła Białego w 1921.

## Życiorys
W 1876 zaciągnął się do armii i wziął udział w wojnie z Imperium Osmańskim w latach 1877-1878. Po zakończeniu wojny wybrał karierę wojskową. Kształcił się w Akademii Wojskowej w Turynie. W latach 1895–1898 pracował jako attaché wojskowy na placówce w Berlinie. W 1906 otrzymał pierwszy stopień generalski, a rok później tekę ministra wojny. W 1907 tłumił insurekcję chłopską w Mołdawii. Na jego rozkaz wojsko ogniem artylerii niszczyło wioski opanowane przez powstanie chłopskie, masakrując mieszkańców. W czasie dwóch tygodni zabito około 11 000 ludzi.  W czasie II wojny bałkańskiej pełnił funkcję szefa sztabu armii rumuńskiej. W czasie I wojny światowej objął stanowisko dowódcy 3 armii, która stacjonowała w Dobrudży i ochraniała granicę z Bułgarią.
W 1918 objął urząd premiera, który sprawował przez miesiąc. Urząd premiera obejmował jeszcze dwukrotnie (1920-1921, 1926-1927). W 1930 otrzymał stopień marszałka polnego. Zmarł w Bukareszcie.
Pozostawił po sobie pamiętniki (Memorii), z okresu służby wojskowej, wydane w roku 1968.

## Odznaczenia
- Krzyż Wielki Orderu Karola I[2]
- Łańcuch Orderu Ferdynanda I[3]
- Order Michała Walecznego I klasy[2]
- Wielki Oficer Orderu Gwiazdy Rumunii z mieczami[2]
- Wielki Oficer Orderu Korony Rumunii z mieczami[2]
- Oficer Orderu Gwiazdy Rumunii[4]
- Oficer Orderu Korony Rumunii[4]
- Order Krzyża Królowej Marii[2]
- Krzyż Przejścia Dunaju[4]
- Order Świętej Anny II klasy – Rosja[4]
- Order Świętego Jerzego IV klasy – Rosja[4]
- Order Korony Żelaznej II klasy – Austria[4]
- Order Lwa i Słońca I klasy – Persja[4]
- Order Legii Honorowej II klasy – Francja[2][5]
- Order Łaźni I klasy – Wlk. Brytania[5]
- Order Orła Białego – Polska, 1921[6]